# إسكواش نسائي

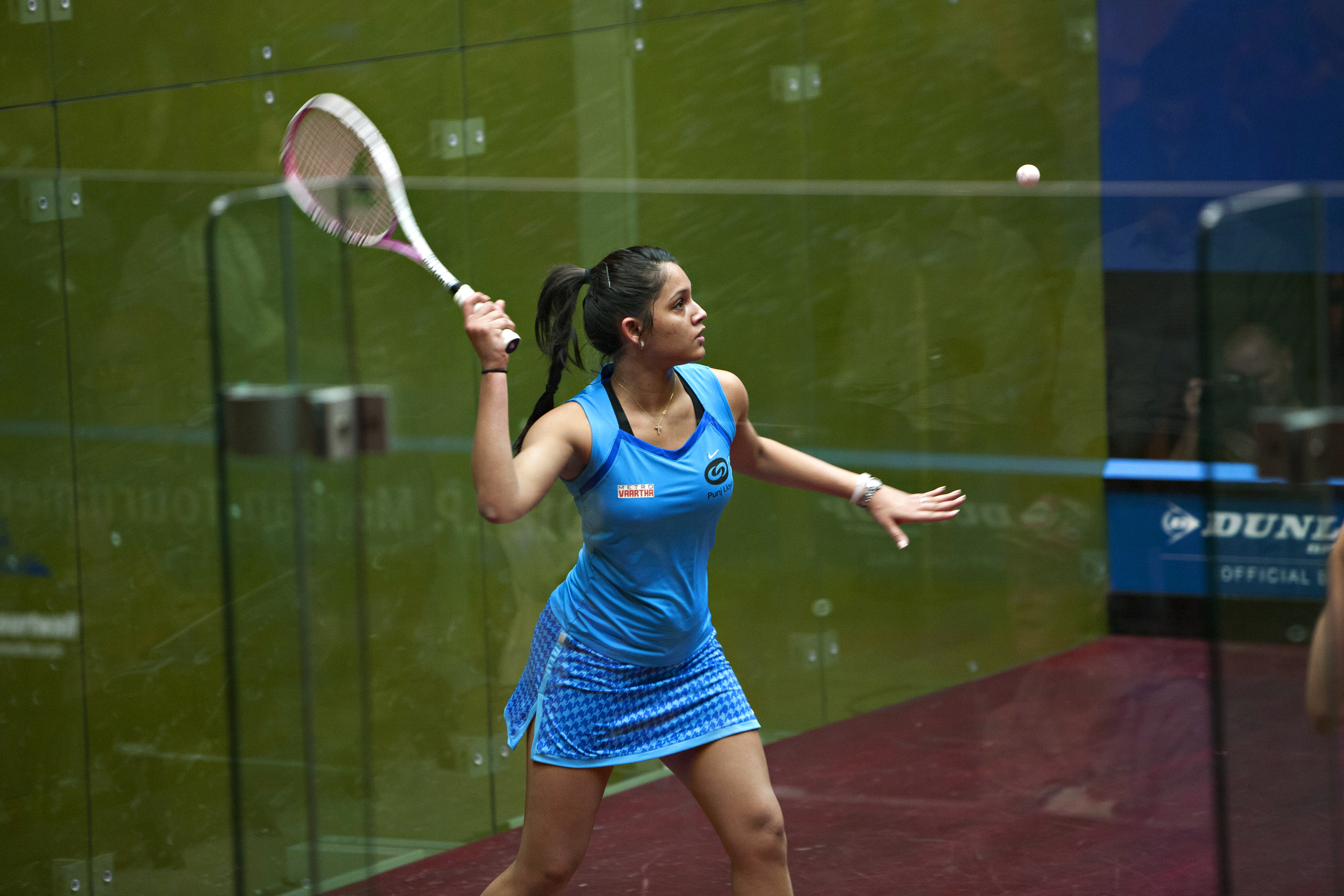
لاعبة اسكواش من الهند.

الاسكواش النسائي هو مشاركة المرأة في رياضة الاسكواش. بدأت بطولة السيدات عام 1922 كحدث لمشاركة الهواة وظلت كذلك حتى عام 1974 . أعظم لاعبة في تاريخ هذا المجال هي الأسترالية هيذر مكاي ، التي فازت بالبطولة 16 مرة متتالية من عام 1962 إلى عام 1977.